# Medinilla crassinervia
Medinilla crassinervia är en tvåhjärtbladig växtart som beskrevs av Carl Ludwig von Blume. Medinilla crassinervia ingår i släktet Medinilla och familjen Melastomataceae. Inga underarter finns listade i Catalogue of Life.